# Felix Kersten

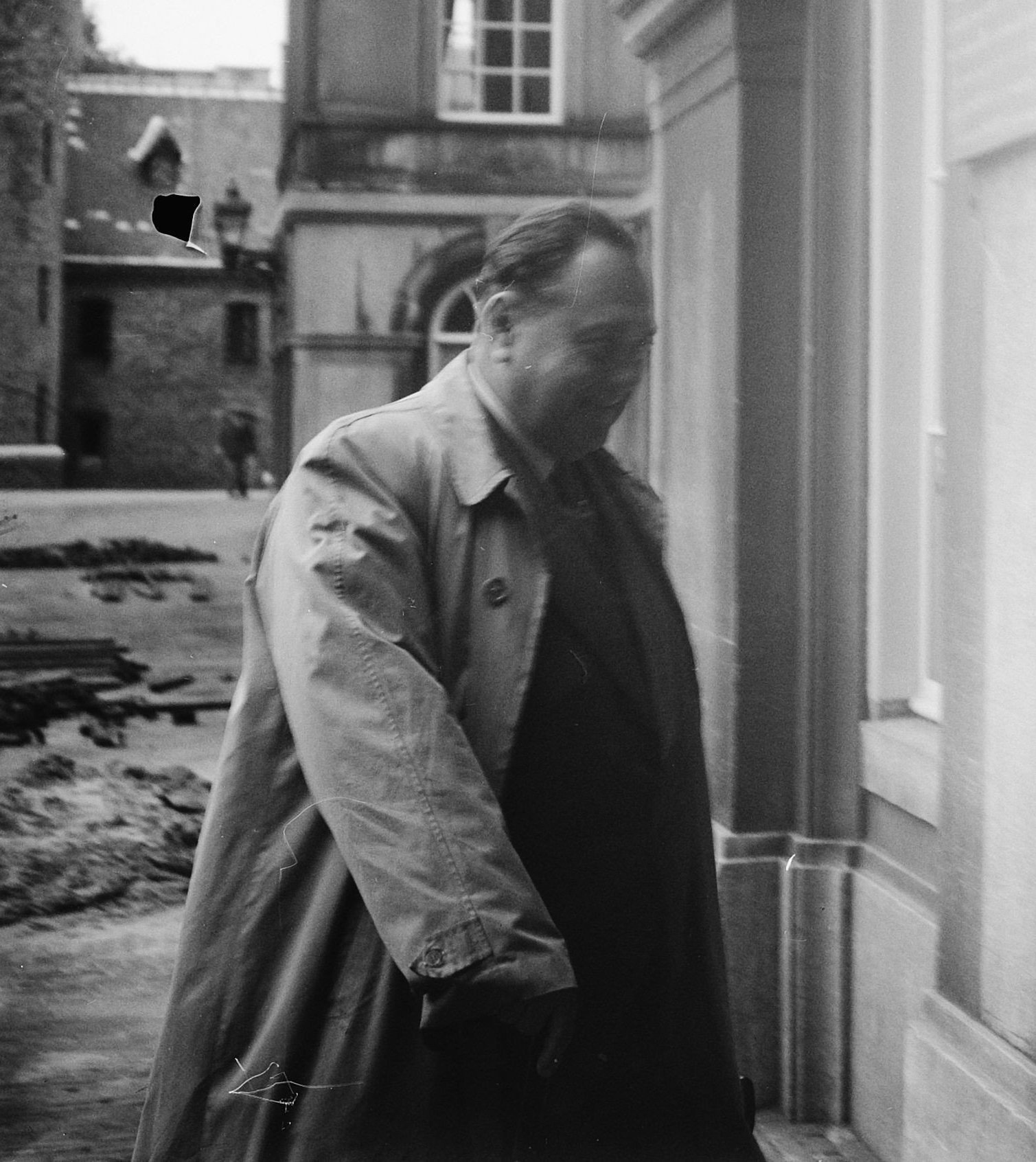
Kersten (1948)

Eduard Alexander Felix Kersten (Joerjev, Rusland (tegenwoordig Tartu, Estland), 30 september 1898 – Hamm, 16 april 1960) was een Finse masseur.
Felix Kersten werd beroemd als “lijfarts” en vertrouweling van de Reichsführer-SS Heinrich Himmler en door zijn bijdrage aan het redden van Nederlanders en anderen uit de concentratiekampen van het Derde Rijk.
Felix Kersten is – aan het eind van de oorlog – betrokken geweest bij de redding van circa 3.500 Joden door het Zweedse Rode Kruis.

## Jonge jaren
Felix Kersten werd geboren in 1898 in Joerjev, Rusland. Zijn vader Frederik Kersten, beheerde als landbouwkundige het domein van een grootgrondbezitter en was gehuwd met Olga Stubing, de dochter van de directeur van de posterijen. Kerstens ouders zijn Baltische Duitsers, thuis wordt Duits gesproken en zijn opvoeding is Duits.
Kersten is een middelmatige leerling die de middelbare school in Riga slechts met moeite voltooit. Vanaf 1914 vervolgt Kersten zijn opleiding in Duitsland aan de landbouwschool van Sleeswijk-Holstein. Twee jaar later behaalt hij daar zijn diploma als landbouwkundig ingenieur.
In 1917 wordt hij in Duitsland onder de wapenen geroepen. Het is onduidelijk of Kersten in het Duitse leger heeft gediend. Hij houdt van de Duitse cultuur, maar verafschuwt – naar eigen zeggen – de hang naar militarisme. Hij besluit dienst te nemen bij het Finse Legioen dat in Duitsland wordt gevormd en heeft in 1919 de rang van onderluitenant in het Finse Leger.

## Masseur

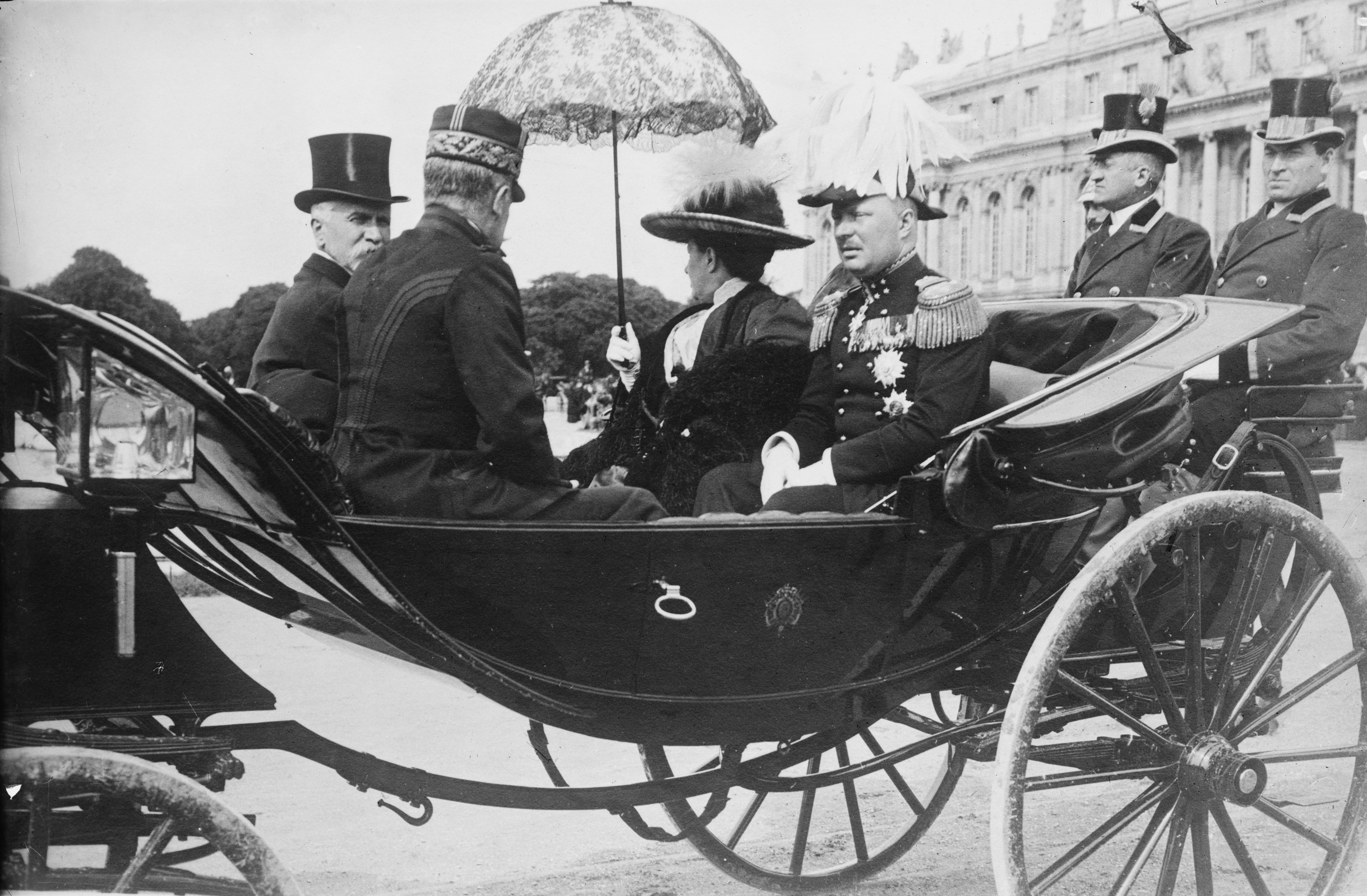
Prins Hendrik in 1910

Aan het einde van de oorlog wordt hij – vanwege een reumatische aandoening – langdurig opgenomen in een hospitaal in Helsinki. Daar begint hij – op advies van de geneesheer directeur, dr. Kollander – aan zijn eerste ‘praktische lessen’ als masseur. Kersten blijkt een natuurtalent met ‘gouden handen’, behaalt zijn Finse masseurdiploma in 1921 en verhuist – inmiddels als Fins staatsburger – naar de metropool Berlijn.
Aan de universiteit van Berlijn leert hij de befaamde chirurg August Bier kennen, die hem in 1922 introduceert bij dr. Ko. Deze heeft als Chinees-Tibetaans masseur een bloeiende praktijk, met voornamelijk klanten uit de Berlijnse society. Ko is onder de indruk van jonge Kersten en neemt hem als leerling aan.
In 1925 stopt dr. Ko met zijn werkzaamheden en vertrekt naar Tibet, waarop Kersten – met succes – de florerende praktijk voortzet. Voor Kersten breekt een tijd van roem, geld en status aan. In zijn praktijk komen grootindustriëlen, hoge adel en nieuwe rijken. De hertog Adolf Frederik van Mecklenburg-Schwerin introduceert hem bij zijn broer, prins Hendrik, echtgenoot van koningin Wilhelmina. De succesvolle behandeling van Hendrik levert Kersten in 1928 een uitnodiging van koningin Wilhelmina op. Dit resulteert uiteindelijk in een nevenpraktijk in Den Haag.
De flamboyante Kersten – hij had een affaire met onder anderen koningin Maria van Roemenië – en de rokkenjager Hendrik raken bevriend, tutoyeren elkaar en dompelen zich regelmatig onder in het Berlijnse uitgaansleven. Daarnaast genieten Kersten en Hendrik ook van de jacht op grootwild in Kerstens omvangrijke landgoed Hartzwalde, zo’n 70 km ten noordwesten van Berlijn.
In 1937 ontmoet Kersten Irmgard Anna Margaretha Neuschaffer (geboren op 28 november 1909 in Fischbach), met wie hij spoedig trouwt en in 1938 een eerste zoon krijgt. Deze verbintenis zal een leven lang duren.

## Heinrich Himmler

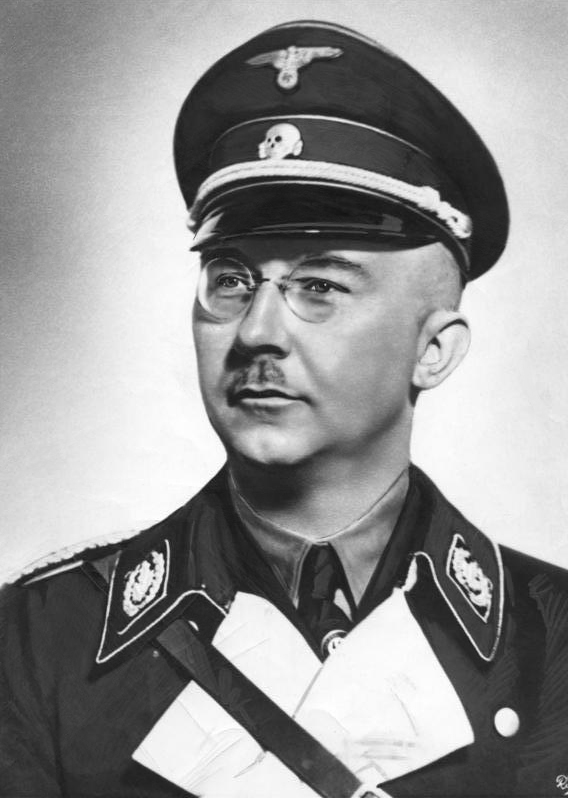
Heinrich Himmler

Dan bereikt Kersten het verzoek om Heinrich Himmler – Reichsführer-SS – te behandelen.
De eerste afspraak – op 10 maart 1939 – wordt geregeld door August Diehn, de halfbroer van prins Hendrik – industrieel en lid van de in 1936 opgerichte Deutsch-Niederländische Gesellschaft.
Naar eigen zeggen voelde Kersten er weinig voor zich in te laten met de nazi’s. Documenten uit die tijd tonen aan dat hij wel het door Himmler gewenste onderzoek naar zijn – raszuivere – stamboom ondersteunde.
Tot Kerstens clientèle behoren in die jaren onder anderen:
- Graaf Galeazzo Ciano, schoonzoon van Benito Mussolini
- August Rosterg, een kalimagnaat die samen met andere grootindustriëlen – tijdens een geheime bespreking met Hitler op 20 februari 1933 – drie miljoen Reichsmark voor de verkiezingscampagne van de NSDAP ter beschikking stelt.
- Joachim von Ribbentrop, Hitlers minister van Buitenlandse Zaken.
- Rudolf Hess, Hitlers plaatsvervanger
- Dr. Robert Ley, leider van het Deutsche Arbeitsfront (minister van Arbeid)

Zijn relatie met de Reichsführer-SS levert Kersten naast geld, aanzien en een machtige klantenkring ook menig ander persoonlijk voordeel op. De Finse regering die hem – in ruil voor informatie – aanmoedigt om in de buurt van Himmler te blijven, benoemt hem (als niet-medicus) tot “Medizinalrat”. Door graaf Ciano wordt hij – uit naam van het fascistische Italië – onderscheiden als Commandeur in de Orde van Sint-Mauritius en Sint-Lazarus.
Hoewel Kersten in zijn memoires beschrijft niets van Himmler en zijn SS te moeten hebben, zijn er bewijzen die anders doen vermoeden. Zo overweegt Kersten zelfs om – op verzoek van Himmler – toe te treden tot de SS. Hij schrijft daartoe een brief aan de Finse minister van Buitenlandse Zaken Witting om in dat geval zijn Fins staatsburgerschap veilig te stellen.

## Inzet voor anderen
Door de succesrijke behandeling van Himmlers steeds terugkerende klachten, neemt Himmlers vertrouwen in en afhankelijkheid van Kersten toe. Kersten weet deze vertrouwensband te gebruiken en zet deze in voor de bevrijding van – bijna uitsluitend hem bekende en voorname – Nederlanders.
- In het najaar van 1941 verzoekt Pieter Hendriks (directeur Unilever), die Kersten al van voor de oorlog kent, om een goed woordje voor zijn dochter te doen. Zijn dochter, Inez van Dijk, is in Nederland gearresteerd en veroordeeld voor spionage- en verzetsactiviteiten. 
Op voorspraak van Kersten wordt zij door Himmler gespaard en zelfs vrijgelaten.
- In 1941 wordt ook Hendrikus Colijn, oud-premier van Nederland, voor steun aan het verzet door de Duitsers gevangengezet. Ook voor hem weet Kersten – naar eigen zeggen – te bewerkstelligen, dat hij slechts verbannen wordt naar Berlijn, waar hij samen met zijn vrouw een grote mate van vrijheid geniet.
- Ook beweert hij een mildere straf voor Albert Plesman via Himmler te hebben bedongen. Plesman werd op 9 mei 1941 gevangengezet in een hotelkamer in Scheveningen. Het zou aan Kersten te danken zijn, dat dit een klein jaar later werd omgezet in een verbanning uit West-Nederland. Plesman verbleef vanaf 1942 onder huisarrest in Twente.
- Jonkheer Willem Röell – luitenant-generaal van het veldleger b.d. en oprichter van de Ordedienst – werd wegens spionage ter dood veroordeeld. Op voorspraak van Kersten – zo zegt hij – werd dit vonnis door Himmler ongedaan gemaakt.
- Helge Seip, rector van de universiteit van Oslo en later liberaal parlementslid en minister in Noorwegen, heeft verklaard, dat hij – als nazislachtoffer – zijn vrijheid aan Felix Kersten te danken heeft.
- Theodor Stelzer, op 1 augustus 1944 – voor deelname aan de verzetsbeweging in Noorwegen – door de Gestapo gearresteerd en vervolgens ter dood veroordeeld, heeft zijn leven – naar eigen zeggen – aan Felix Kersten te danken.
- Op verzoek van Zweden zet Kersten zich in voor de vrijlating van een aantal Zweedse technici die – werkzaam in Warschau – op beschuldiging van spionage gearresteerd zijn. Op zijn voorspraak bij Himmler, mogen eerst twee en vervolgens – in 1944 – alle overige technici naar Zweden terugkeren. 
Voor zijn bemiddeling ontvangt Kersten een bedrag van 55.000 Zweedse Kronen.

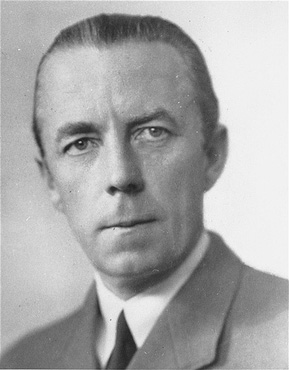
Graaf Folke Bernadotte

- Graaf Folke Bernadotte Op initiatief van de Zweedse minister van Buitenlandse Zaken Christian Günter wordt begin 1943 contact gezocht met Himmler over de vrijlating van Scandinavische gevangenen uit de concentratiekampen. De initiële contacten lopen daarbij via Kersten, die een Fins diplomatiek paspoort bezit en zich – door de protectie van Himmler – vrij tussen de landen kan bewegen. De leiding van de geplande bevrijding ligt bij graaf Folke Bernadotte – vicepresident van het Zweedse Rode Kruis en neef van de Zweedse koning. 
Pas vanaf maart 1945 komt het tot daadwerkelijke onderhandelingen tussen Bernadotte en Himmler. Bernadotte slaagt erin om alle Scandinavische gevangenen uit de Duitse kampen met de witte bussen van het Rode Kruis in vrijheid te brengen. 
In dezelfde periode maakt ook de Zweedse afdeling van het Joods Wereldcongres zich op om te redden wat er nog te redden valt. Ook zij nemen via Kersten contact op met Himmler. Dit resulteert in een onderhandeling van 2½ uur tussen Norbert Masur en Himmler op 19 april 1945 in Berlijn. Tot 25 april worden zo'n 1.000 (Nederlandse, Belgische en Franse) vrouwen uit kamp Ravensbrück met Rode Kruis-bussen via Denemarken naar Zweden gered. 
Bij deze gesprekken speelt Kersten een duidelijke rol van betekenis. In een brief van december 1945 wordt hij namens (de Zweedse afdeling van) het Joods Wereldcongres voor zijn “waardevolle diensten” bedankt.[5]

Vanaf maart 1944 onderhandelt Walter Schellenberg – als Himmlers vertrouwensman – met graaf Folke Bernadotte over de eenzijdige capitulatie van nazi-Duitsland aan de westerse mogendheden. In februari, maart en april 1945 organiseert Schellenberg geheime ontmoetingen tussen Himmler en Bernadotte om alsnog een afzonderlijke vrede te bewerkstelligen. Het moge duidelijk zijn, dat de vrijlating door Himmler van bovengenoemde gevangenen in dit kader geplaatst moeten worden. Ook de door Kersten opgeëiste bijdrage aan deze bevrijding kan niet los gezien worden van het “afscheid” van zijn verbindingen met het ondergaande Derde Rijk.

## Controversiële zaken
Tegenover bovenstaande bewezen inzet voor de slachtoffers van het naziregime staan ook een aantal gevallen waarbij Kersten aan heeft gegeven hulp te hebben verleend maar waarvoor geen bewijzen voor zijn gevonden. Zo zou hij naar eigen zeggen de hand gehad hebben in de volgende zaken:
- September 1940 wordt Bignell – enig firmant van Van Marle en Bignell – die later bekend zou worden om het veilen van door de nazi’s geconfisqueerde en geroofde kunst – aangehouden door Rauter. Tot diens grote verbazing laat Kersten op het kantoor van Rauter naar Himmler bellen. Met als gevolg dat op verzoek van Kersten, Himmler bevel geeft om Bignell vrij te laten.
Saillant detail: Ook Kersten heeft veel van zijn kunst bij Van Marle & Bignell gekocht.
- Rond maart 1941 leest Kersten een geheim staatsstuk, waarin de deportatie van de Nederlandse bevolking naar Polen wordt beschreven. Begeleid door de SS zouden de Nederlanders een voetmars naar Lublin maken om zich in de daar vrijgekomen ruimte (de Polen worden naar Siberië gedeporteerd) te vestigen. Dankzij tegenwerpingen van Kersten tijdens de daarop volgende massages wist hij Himmler te overtuigen en – met toestemming van Hitler – af te zien van deze plannen. Het Nederlandse volk werd aldus van deze deportatie gered.[6] 
[zie ook hierna onder: Erkenning als “Redder van het Nederlandse Volk”]
- In een memo van 8 oktober 1944 beweert hij door gesprekken met Himmler voorkomen te hebben, dat de SS Unilever zou nazificeren.
- De uitvoering van de door Hitler aan Himmler gegeven opdracht om bij het naderen van de geallieerden Den Haag te vernietigen weet Kersten te verijdelen.

### Erkenning als “Redder van het Nederlandse Volk”
Na de oorlog vestigt Kersten zich met zijn gezin in Zweden. Hij treft het niet. Zijn ‘heldendaden’ worden in Zweden niet erkend, terwijl hij als masseur en vertrouweling van de Reichsführer-SS, Heinrich Himmler ternauwernood getolereerd wordt.
In die situatie weet hij zijn oude invloedrijke contacten in Nederland weer met succes op te warmen. Zijn oude vriend en ex-gezant in Zweden – mr. J.H.E. baron van Nagell – doet een goed woordje voor hem; Marius de Beaufort, president commissaris van de Hollandse Bank Unie zet zijn netwerk voor Kersten in; Mr. C.G. baron van Boetzelaer van Oosterhout, toenmalig minister van Buitenlandse Zaken, wil zijn medewerking verlenen om Kersten te naturaliseren. 
In 1948 vertaalt Joop den Uyl – toen redacteur van Vrij Nederland – Kerstens memoires over zijn jaren met Himmler in het Nederlands en schrijft daar een hartelijke inleiding bij. In dat boek beweert Kersten dat hij voorkomen heeft, dat het Nederlandse volk in 1941 naar Polen gedeporteerd zou worden.
Een van de eersten die overtuigd is van het relaas van Kersten over diens rol bij het voorkomen van deze deportatie, is de bekende historicus N.W. Posthumus (hoogleraar in de economische geschiedenis aan de UvA, lid van de Koninklijke Nederlandse Akademie van Wetenschappen en oprichter van het Rijksinstituut voor Oorlogsdocumentatie). Ondanks de twijfel bij de andere leden van de wetenschappelijke staf van het RIOD, dringt Posthumus bij de ministerraad aan op publiekelijke erkenning van de verdiensten van Kersten.
Op zijn aandrang wordt een commissie geïnstalleerd onder voorzitterschap van jhr. mr. A.M. Snouck Hurgronje (voormalig secretaris-generaal van Buitenlandse Zaken) en met als leden professor A.J.C. Rüter (hoogleraar vaderlandse geschiedenis aan de universiteit van Leiden) en mr. C.J. van Schelle (eerste secretaris van de Nederlandse ambassade in Parijs).
Over het deportatieplan en het aandeel van Kersten in de vermijding daarvan, rapporteert de commissie in januari 1950:
“dat vaststaat dat de heer Kersten verhinderd heeft, of in ieder geval zeer aanzienlijk heeft bijgedragen tot verhindering van het plan, om een groot aantal Nederlanders naar het oosten te deporteren”. Verder is de commissie overtuigd van de authenticiteit van de bewijsstukken: “omdat ze een zeer nauwkeurige beschrijving geven en zoveel kenmerken opsommen, dat men niet aan fictie denken kan, tenzij men de heer Kersten als een uitzonderlijke fantast wil zien, wat de commissie afwijst.
Posthumus – intussen klant van Kersten – blijft zich voor de rehabilitatie van Kersten beijveren. Hij draagt Kersten zelfs voor als kandidaat voor de Nobelprijs voor de vrede en gebruikt zijn netwerk om daarvoor steun te krijgen. 
Dit alles én zijn goede banden met de Oranjes leiden ertoe, dat Felix Kersten in – augustus 1950 – tot Grootofficier in de Orde van Oranje-Nassau wordt benoemd. Prins Bernhard is “zeer ingenomen”, dat hij de plechtige benoeming op paleis Soestdijk persoonlijk mag leiden.
Een jaar later worden Kersten en zijn vrouw door prinses Wilhelmina uitgenodigd voor een etentje op Paleis Het Loo.
Het Nederlandse eerbewijs aan Kersten, maakt hem ‘salonfähig’ voor de rest van de wereld.
Op 31 oktober 1953 krijgen Kersten en zijn gezin alsnog de Zweedse nationaliteit.

### Redder van het Nederlandse volk?
De deportatie van het Nederlandse volk, blijft ondanks deze ‘voorname’ erkenning een steeds terugkerend discussiepunt.
In 1972 onderzoekt – de toenmalig directeur van het RIOD – prof. Dr. L. de Jong nogmaals de kwestie van de voorgenomen en door Kersten verijdelde deportatie van het Nederlandse volk. 
Deze studie – gebaseerd op al het (destijds) beschikbare bronmateriaal, aangevuld met persoonlijke interviews – schildert een niet aflatende reeks van elkaar tegensprekende verklaringen van Kersten en de door hem opgevoerde getuigen. Kersten ontmoet daarbij mensen op plaatsen waar ze bewijsbaar niet geweest zijn en voert getuigenverklaringen op van mensen die hun eigen identiteit verloochenen.
Lou de Jong komt tot de conclusie dat voor een deportatieplan van het Nederlandse volk – laat staan voor de verijdeling daarvan door Kersten – geen aanwijzingen bestaan. Aannemelijk is slechts, dat Kersten ertoe bijgedragen heeft een, op de “Ostsiedlung” gerichte propaganda in Nederland en Vlaanderen, uit te stellen, meer niet.
Verder waarschuwt De Jong, dat men met Kerstens mededelingen nauwelijks voorzichtig genoeg kan zijn, omdat Kersten steeds de neiging heeft, zijn eigen rol in hoge mate te overschatten. “Voor de historische wetenschap” – zo eindigt Lou de Jong – “is Felix Kersten een volstrekt onbetrouwbare getuige.” In het tweede deel van zijn Wilhelmina-biografie doet historicus Cees Fasseur Kersten kortweg af als 'fantast'.

## "Alte Kameraden"
Na de Tweede Wereldoorlog blijven de banden tussen Kersten en zijn oude nazivrienden intact. Hij neemt deel aan pogingen tot strafvermindering en legt diverse malen ontlastende verklaringen voor hen af.
- Zo zegt hij op 10 september 1951 toe zich in te zetten voor de vrijlating van Friedrich Christiansen.[11] Christiansen was opperbevelhebber van de Duitse strijdkrachten in Nederland van 29 mei 1940 tot 7 april 1945. Nadat een Puttense verzetsgroep een Duitse officier had doodgeschoten, gaf Christiansen op 2 oktober 1944 opdracht tot een razzia in het Gelderse dorp Putten. Hij werd – mede op basis daarvan – in 1948 tot 12 jaar cel veroordeeld wegens oorlogsmisdaden.
Friedrich Christiansen kwam – binnen drie maanden na Kerstens' toezegging – in december 1951 op vrije voet.
- Voor de – door de nazi’s benoemde – Haagse hoofdcommissaris mr. P.M.C.J. Hamer, heeft Kersten – bij zijn veroordeling voor oorlogsmisdaden tot 15 jaar gevangenisstraf – een goed woordje over. 'Hamer heeft uit liefde voor de Duitse cultuur gehandeld' en 'is geen landverrader, maar een edel mens'.
- Bij het ingediende gratieverzoek in 1952 van dr. Nicolaas van Nieuwenhuyzen, kamparts in Amersfoort van september 1941 tot maart 1942, verklaart Kersten dat van Nieuwenhuyzen zich in 1942 als informant aan hem heeft aangeboden. Kersten zou dankzij van Nieuwenhuyzen hebben kunnen voorkomen dat o.a. duizend Nederlandse artsen naar Polen zouden worden overgebracht.
 Bewijs hiervoor heeft Kersten nooit geleverd.

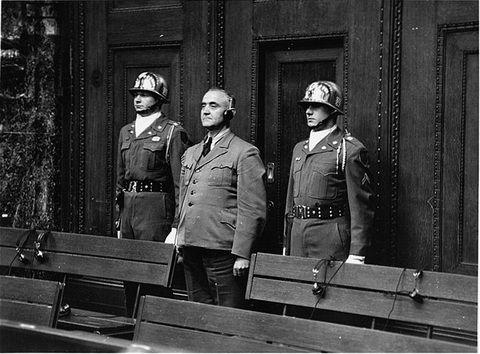
Gottlob Berger als aangeklaagde bij het Wilhelmstraßen-Prozess

- Van staalmagnaat Friedrich Flick, op 22 december 1947, in Neurenberg tot zeven jaar gevangenis veroordeeld, voor slavenarbeid, plundering en deelname aan misdaden van de SS – vriend en klant bij Kersten – ontvangt hij in de jaren vijftig een Amerikaanse auto voor hand-en-spandiensten. Ook leent Flick hem DM 20.000 om de publicatie van Kerstens boek “Totenkopf und Treue” in Duitsland te financieren
- Ook voor Gottlob Berger – Chef van het SS-Hauptamt, SS-obergrupenführer en generaal van de Waffen-SS – had Kersten tijdens diens proces nog een ontlastende verklaring.
Berger wordt als oorlogsmisdadiger – in het Wilhelmstraßen-Prozess – tot 25 jaar gevangenis veroordeeld.
Kersten en Berger onderhielden verder een vriendschappelijke correspondentie.

In zijn brieven geeft Kersten blijk van een duidelijke sympathie voor de SS, die hij “eine erstklassige Truppe” noemt, terwijl hij zijn boek “Totenkopf und Treue” geschreven heeft als “die Rehabilitierung der Waffen-SS”.

## Het einde
Felix Kersten overlijdt op 16 april 1960. Volgens de familie: op weg naar Parijs om daar uit handen van Charles de Gaulle het “Legioen van Eer” te ontvangen. De Nederlandse pers schrijft collectief dat er met 'dr.' Felix Kersten 'een groot vriend van Nederland' is heengegaan.
Wellicht dat de woorden van Lou de Jong Felix Kersten het treffendst portretteren:
“Hij was, zoals ik hem in enkele ontmoetingen en door de studie van het materiaal met betrekking tot zijn persoon en daden heb leren kennen, een vat vol tegenstrijdigheden: bijzonder ijdel en bijzonder goedhartig; dorstend naar eerbetoon en bereid om medemensen te helpen; vindingrijk in kleinigheden en niet bij machte, grote verbanden te overzien; sluw en tegelijk naïef. Ik wil herhalen wat ik eerder als mijn conclusies weergaf: in een aantal gevallen heeft Kersten zich moeite gegeven voor de vrijlating van Nederlandse en andere gearresteerden of veroordeelden; hij heeft een belangrijke bemiddelende rol gespeeld bij het vertrek naar Zweden van duizend Nederlandse vrouwen die in het concentratiekamp Ravensbrück opgesloten zaten, alsook bij de maatregelen die Himmler in de laatste oorlogsfase nam om de levens van enkele tienduizenden Joden te sparen; en hij heeft bij deze bemoeienissen zijn eigen leven op het spel gezet."
Met uitzondering van Kerstens – vaak louter door hemzelf – opgeëiste rol bij de “vrijlating” van hem bekende Nederlanders, stammen al zijn “verzetsdaden” uit 1944 en 1945, met een duidelijke intensivering naar het einde van de oorlog. In diezelfde periode streeft (ook) Himmler naar een betere band met het westen en een zuivering (voor zover mogelijk) van zijn blazoen. Het is de periode waarin vele individuen en menig land besluit om zijn kaarten toch maar op de geallieerden te zetten.

## Onderscheidingen
- Commandeur in de Orde van Sint-Mauritius en Sint-Lazarus
- Grootofficier in de Orde van Oranje-Nassau